# Insa Sylla
Insa Sylla (* 25. September 1993 in Adéane, Ziguinchor) ist ein senegalesischer ehemaliger Fußballspieler.

## Karriere
Sylla kam in der senegalesischen Stadt Adéane auf die Welt und erlernte das Fußballspielen in den Jugendmannschaften des Santhiaba Foot Pro. 2007 wechselte er nach Europa und spielte anfangs in der B-Jugend des FC Brüssel. Nach einem Jahr in Brüssel, verließ er den Verein und wechselte zum Drittligisten KV Woluwe-Zaventem. Bei Woluwe-Zaventem kam er aber nur in der Reserve zum Einsatz und kehrte deshalb im Sommer 2009 nach Senegal zurück. Er unterschrieb nun beim Mbour Petite-Côte FC und feierte sein Seniordebüt in der Ligue 1.
Am 1. Februar 2012 kehrte er nach Europa zurück und wechselte in die türkische TFF 1. Lig zu Kayseri Erciyesspor. Im Frühjahr 2014 verließ er Erciyesspor um sich in Nordmazedonien Rabotnički Skopje anzuschließen. Seine Zeit dort endete aber bereits im Sommer desselben Jahres. Danach pausierte er für einige Jahre und schloss sich dann im Oktober 2018 Edirnespor an. Für diese spielte er in der folgenden Saison um anschließend nach Nordzypern zu Türk Ocağı Limasol zu wechseln. Seine Zeit dort endete aber schon Ende Januar 2020. Seitdem war er vereinslos.